# Præst
Præst af græsk: presbytos, der betyder 'ældre', var betegnelsen for en menighedsforstander i oldkirken. I vore dage betegner præsten en religiøs embedsmand, hvis opgave er at lede en religions gudstjenester og forrette dens riter, bønner og religiøse ceremonier og ritualer. Præster eller præstelignende embeder findes i størstedelen af verdens religioner. En dansk præst blev tidligere tiltalt med tiltaleformen ærværdighed.

## Kristendommen
Indenfor den kristne kirke er der stor forskel på opfattelsen af præsteembedet. Størst forskel er mellem den katolske kirkes opfattelse og de protestantiske kirkers. Efter katolsk tankegang er grundlaget for præstens autoritet og virke den indvielse, der sætter ham i stand til at varetage kulten og forestå messen (gudstjenesten), hvorimod enhver kristen efter protestantisk opfattelse i princippet har ret til at fungere som præst.
Apostolsk succession (apostolsk efterfølgelse eller rækkefølge), betegner en lære i den Romersk-katolske kirkes om, at de katolske biskopper kan føre deres indvielse ved håndspålæggelse helt tilbage til apostlene, som har fået overdraget deres fuldmagt af Jesus selv, jf. Matthæusevangeliet 16,16-19 og 18,18.
I den danske folkekirke, ordineres præster til deres embede af en biskop. De fleste præster i folkekirken er desuden kandidater i teologi og har gennemført et ophold på pastoralseminariet.

### Kvindelige præster
Det teoretiske grundlag for kristne kvindelige præster har eksisteret lige så længe som den lutherske og reformatoriske arv. Præstens ordination, funktion og person er alt andet end sakramental eller: At enhver borger kan foretage de kirkelige handlinger. Traditionelt har i den kristne kirke kun mænd bestridt præsteembedet, som det stadig er tilfældet i de største kristne trossamfund; men en stigende række protestantiske kirker har dog indenfor det sidste århundrede tilladt kvindelige præster.
Således blev den 28. april 1948 de første tre kvindelige præster i Danmark ordineret af biskop Hans Øllgaard. Dette var afslutningen på en hed debat fra forslaget om kvinders adgang til offentlige stillinger blev fremsat i 1919 og vedtaget i Rigsdagen i 1947 med loven om, at kvinder kunne få adgang til præsteembeder.
Johanne Andersen kom til Nr. Ørslev på Falster, Edith Brenneche Petersen kom til Nørre Åby på Fyn og Ruth Vermehren blev præst ved kvindefængslet i Horserød. Ordinationen foregik i Sct. Knuds Kirke i Odense.
Med støtte i bispefrihedsloven af 1948, nægter et mindretal af protestantiske kirker (herunder mandlige præster) i den danske folkekirke at samarbejde med kvindelige præster.
Den katolske kirke samt den ortodokse kirke anerkender heller ikke kvindelige præster.

## Buddhisme og Sikhreligion
I flere religioner, deriblandt buddhisme og sikhreligion, er der ikke plads til en præst i frelsesforståelserne, da frelsen anses for en individuel proces. Dvs. en præst som mellemmand eller formidler mellem enkelt-mennesket og det transcendente vil kun sløre vejen for den, der søger. Det betyder dog ikke, at der ikke findes vejledere inden for de to religioner, såsom lærere, munke eller guruer, som den enkelte på eget initiativ kan opsøge for at blive retledt på vejen.

## Hinduisme
Præster indenfor Hinduisme er stort set alle af brahamana-varna, dvs præstslægt/stand. De er født til præstegerningen som går i arv fra far til søn.

## Islam
Inden for Islam kaldes den person, der leder bønnen, en imam. Dette kræver ikke nogen speciel uddannelse eller stilling. En imam kan også betegne en uddannet retslærd, der fungerer som leder af en moske.

## Jødedom
Inden for jødedommen kaldes menighedens leder en rabbiner. Det kræver normalt en særlig uddannelse at blive rabbiner. Rabbinerens vigtigste opgave er undervisning og vejledning af menigheden, både i religiøse og praktiske spørgsmål, bl.a. i forbindelse med korrekt livsførelse. Ved gudstjenesten i synagogen prædiker rabbineren og udlægger de religiøse skrifte.